# Monasterio Carmelita (Lecce)
El monasterio carmelita, es un monasterio, adyacente a la iglesia del Carmine, es un edificio barroco de Lecce, construido entre los siglos XVI y XVII, para los padres carmelitas, que llegaron a la ciudad en 1481.

## Historia y descripción
Las estancias del convento se organizan en torno a un claustro cuadrangular cuyas fachadas interiores muestran signos de intervenciones decimonónicas. En toda la planta baja se observan arcos de medio punto apoyados sobre pilares de fuste liso, mientras que en el primer piso, a lo largo de los laterales que bordean la iglesia, se dispone una logia. El pórtico está cubierto con bóvedas de crucería cuyas claves y ménsulas suelen estar decoradas, mientras que algunos lunetos están decorados con frescos. En la planta baja hay una interesante sala con bóveda de pabellón decorada al fresco con motivos grotescos y escenas de la vida del profeta Elías y retratos de santos carmelitas. La comunidad fue suprimida en 1807 y desde 1813 el monasterio fue utilizado como cuartel. Este siglo vio numerosas intervenciones, incluida la demolición de varios edificios.
Luego de una cuidadosa restauración, el convento pasó a ser sede del Rectorado de la Universidad de Salento.